# هدى عتوم
هدى عتوم هي سياسية أردنية، حزب جبهة العمل الإسلامي المحسوبة على جماعة الإخوان المسلمين في الأردن. فازت في منطقة جرش في الانتخابات العامة الأردنية عام 2016، لتصبح عضوًا في مجلس النواب. ترشحت في انتخابات النواب ل2020 تحت حزب التحالف الوطني للإصلاح لكنها لم تفز لتعود إلى المجلس عام 2024 مرة أخرى ضمن القائمة الحزبية لجبهة العمل الأسلامي .
تسلمت العتوم إدارة ملف التربية والتعليم وملف المناهج في الحزب عام 2019.
تعد العتوم النائب الاكثر نشاطاً بين أعضاء مجلس النواب كما وصفها العديد من الاردنيين(بالمرأة الحديدة) .